# ルーク・ケナード
ルーク・ダグラス・ケナード（Luke Douglas Kennard, 1996年6月24日 - ）は、アメリカ合衆国オハイオ州フランクリン出身のプロバスケットボール選手。NBAのアトランタ・ホークスに所属している。ポジションはシューティングガードまたはスモールフォワード。

## 来歴
オハイオ州の高校時代から同州屈指のシューターとして鳴らし、大学はデューク大学に進学。1年生時の2015-16シーズンは平均11.8得点、3.6リバウンド、1.8アシストを記録。2年生時の2016-17シーズンは、更に数字を伸ばし、平均19.5得点、5.1リバウンド、2.5アシストに加え、3ポイントシュート43.3%を記録し、ACCの1stチームに選出された。ケナードは3年生以降のプレーは選ばずに2017年のNBAドラフトにアーリーエントリーを表明した。

### NBA

#### デトロイト・ピストンズ
2017年6月22日に行われたNBAドラフトにて1巡目12位でデトロイト・ピストンズから指名された。10月20日のワシントン・ウィザーズ戦でNBAデビューを果たして11得点、2アシスト、2スティールを記録したが、チームは111-115で惜敗した。2018年1月24日のユタ・ジャズ戦で自身初のダブル・ダブルとなる10得点、10リバウンド、4アシストを記録したが、チームは95-98で惜敗した。
2018年12月10日のフィラデルフィア・76ers戦で当時キャリアハイとなる28得点を記録したが、チームは102-116で敗れた。2019年4月10日のシーズン最終戦となるニューヨーク・ニックス戦で27得点を記録し、チームは115-89で勝利した。
10月23日のインディアナ・ペイサーズ戦でキャリアハイとなる30得点を含む3リバウンド、2アシストを記録し、チームは119-110で勝利した。

#### ロサンゼルス・クリッパーズ
2020年11月19日に3チームが絡むトレードでロサンゼルス・クリッパーズへ移籍した。2021年3月22日のアトランタ・ホークス戦で、ベンチスタートで20分間出場して20得点、7リバウンド、4アシストを記録し、20分間でこのスタッツを記録したフランチャイズ史上初の選手となった
12月18日のオクラホマシティ・サンダー戦でシーズンハイとなる27得点を含む7リバウンド、3アシストを記録したが、チームは103-104で惜敗した。2022年1月25日のワシントン・ウィザーズ戦で決勝点となる4点プレーを含む25得点、6アシストを記録し、チームの35得点をひっくり返す大逆転勝利に大いに貢献した。このシーズン、ケナードはハムストリングの怪我により、プレーインの欠場を余儀なくされた。

#### メンフィス・グリズリーズ
2023年2月9日に3チームが絡むトレードでメンフィス・グリズリーズへ移籍した。3日後のボストン・セルティックス戦でグリズリーズデビューを果たして4得点、2リバウンドを記録したが、チームは109-119で敗れた。3月24日のヒューストン・ロケッツ戦でキャリアハイとなる10本の3ポイントシュートを含む30得点を記録し、マイク・ミラー、ジャレン・ジャクソン・ジュニアが保持していた1試合3ポイントシュート数のフランチャイズ記録を更新した。
2024年7月31日にグリズリーズとの再契約に合意した。

#### アトランタ・ホークス
2025年7月8日、FAとなったケナードは単年1,100万ドルでアトランタ・ホークスと契約することとなった。

## 個人成績

### NBA

#### レギュラーシーズン
| シーズン  | チーム | GP  | GS  | MPG  | FG%  | 3P%   | FT%  | RPG | APG | SPG | BPG | PPG  |
| --------- | ------ | --- | --- | ---- | ---- | ----- | ---- | --- | --- | --- | --- | ---- |
| 2017–18   | DET    | 73  | 9   | 20.0 | .443 | .415  | .855 | 2.4 | 1.7 | .6  | .2  | 7.6  |
| 2018–19   | DET    | 60  | 10  | 22.8 | .438 | .394  | .836 | 2.9 | 1.8 | .4  | .2  | 9.7  |
| 2019–20   | DET    | 28  | 25  | 32.9 | .442 | .399  | .893 | 3.5 | 4.1 | .4  | .2  | 15.8 |
| 2020–21   | LAC    | 63  | 17  | 19.6 | .476 | .446  | .839 | 2.6 | 1.7 | .4  | .1  | 8.3  |
| 2021–22   | LAC    | 70  | 13  | 27.4 | .449 | .449* | .896 | 3.3 | 2.1 | .6  | .1  | 11.9 |
| 2022–23   | LAC    | 35  | 11  | 20.7 | .464 | .447  | .950 | 2.4 | 1.1 | .5  | .1  | 7.8  |
| 2022–23   | MEN    | 24  | 3   | 24.6 | .526 | .540  | .947 | 3.1 | 2.3 | .5  | .0  | 11.3 |
| 2022-23計 | MEN    | 59  | 14  | 22.3 | .492 | .494* | .949 | 2.7 | 1.5 | .5  | .1  | 9.3  |
| 2023–24   | MEN    | 39  | 22  | 25.6 | .448 | .450  | .889 | 2.9 | 3.5 | .5  | .1  | 11.0 |
| 2024–25   | MEN    | 65  | 11  | 22.6 | .478 | .433  | .895 | 2.8 | 3.3 | .8  | .1  | 8.9  |
| 通算      | 通算   | 460 | 121 | 23.4 | .457 | .438  | .881 | 2.8 | 2.3 | .5  | .1  | 9.8  |

#### プレーオフ
| シーズン | チーム | GP | GS | MPG  | FG%  | 3P%  | FT%   | RPG | APG | SPG | BPG | PPG  |
| -------- | ------ | -- | -- | ---- | ---- | ---- | ----- | --- | --- | --- | --- | ---- |
| 2019     | DET    | 4  | 2  | 33.2 | .489 | .600 | .833  | 4.0 | 1.8 | .8  | .3  | 15.0 |
| 2021     | LAC    | 15 | 0  | 14.6 | .477 | .412 | .500  | .9  | .5  | .1  | .0  | 5.6  |
| 2023     | MEN    | 5  | 0  | 21.4 | .522 | .500 | 1.000 | 4.0 | 1.4 | .8  | .0  | 7.2  |
| 2025     | MEN    | 4  | 0  | 20.0 | .444 | .222 | ---   | 3.5 | 2.0 | 1.0 | .3  | 4.5  |
| 通算     | 通算   | 28 | 2  | 19.3 | .484 | .440 | .833  | 2.3 | 1.0 | .5  | .1  | 7.1  |

### カレッジ
| シーズン | チーム   | GP | GS | MPG  | FG%  | 3P%  | FT%  | RPG | APG | SPG | BPG | PPG  |
| -------- | -------- | -- | -- | ---- | ---- | ---- | ---- | --- | --- | --- | --- | ---- |
| 2015-16  | デューク | 36 | 11 | 26.7 | .421 | .320 | .889 | 3.6 | 1.5 | .9  | .2  | 11.8 |
| 2016-17  | デューク | 37 | 36 | 35.5 | .489 | .438 | .856 | 5.1 | 2.5 | .8  | .4  | 19.5 |
| 通算     | 通算     | 73 | 47 | 31.1 | .455 | .379 | .873 | 4.4 | 2.0 | .9  | .3  | 15.7 |